# 1e arrondissement (Parijs)
Het 1e arrondissement is een van de twintig arrondissementen van Parijs. Het arrondissement ligt op de rechteroever (Rive Droite) van de Seine. Het heeft een oppervlakte van 1,8 km² en telt circa 17.000 inwoners. Samen met het 2e, 3e en 4e arrondissement vormt het sinds 2020 de territoriale eenheid (secteur) Paris Centre, waarvan het bestuur gevestigd is in de oude mairie van het 3e arrondissement.

## Wijken
Zoals alle arrondissementen, is ook het 1e opgedeeld in vier kwartieren (Quartier in het Frans): 
- Quartier Saint-Germain-l'Auxerrois
- Quartier des Halles
- Quartier du Palais-Royal
- Quartier de la place Vendôme

Het westelijk deel van het Île de la Cité behoort tot dit arrondissement.

## Bezienswaardigheden

### Historische kerken en kapellen
- Sainte-Chapelle
- Église Saint-Eustache
- Église Saint-Germain-l'Auxerrois
- Église Notre-Dame-de-l'Assomption
- Église Saint-Eustache
- Église Saint-Leu-Saint-Gilles de Paris
- Église Saint-Merri
- Église Saint-Roch

### Paleizen, overheidsgebouwen
- Palais-Royal
- Conciergerie
- Tuilerieënpaleis
- Paleis van Justitie
- Bourse de Commerce

### Monumenten, gedenktekens
- Colonne Vendôme (Austerlitz-zuil)
- Arc de Triomphe du Carrousel

### Markten, winkels, hotels, theaters
- Les Halles
- Aux Trois-Quartiers (winkelcentrum)
- La Samaritaine (warenhuis)
- Hôtel Ritz
- Comédie-Française
- Théâtre du Châtelet

### Musea
- Louvre
- Musée des Arts Décoratifs
- Musée de l'Orangerie
- Musée en Herbe
- Musée de la Publicité
- Galerie nationale du Jeu de Paume
- Musée de l'Holographie

### Pleinen
Drie van de vijf koninklijke pleinen in Parijs liggen (geheel of gedeeltelijk) in het 1e arrondissement:
- Place Vendôme
- Place des Victoires
- Place Dauphine

Ook de luxe winkelstraat Rue de la Paix ligt gedeeltelijk in het 1e arrondissement.

### Tuinen en parken
- Jardin du Palais royal
- Jardin des Tuileries
- Square du Vert Galant

## Demografie
| Jaar | Bevolking | Dichtheid      |
| ---- | --------- | -------------- |
| 1872 | 74.286    | 40.593 inw/km² |
| 1954 | 38.926    | 21.271 inw/km² |
| 1962 | 36.543    | 20.013 inw/km² |
| 1968 | 32.332    | 17.706 inw/km² |
| 1975 | 22.793    | 12.482 inw/km² |
| 1982 | 18.509    | 10.136 inw/km² |
| 1990 | 18.360    | 10.055 inw/km² |
| 1999 | 16.888    | 9.228 inw/km²  |
| 2009 | 17.614    | 9.692 inw/km²  |
| 2013 | 17.165    | 9.400 inw/km²  |

- Bibliothèque nationale de France: cb119689622 (data)
- Gemeinsame Normdatei: 4560844-1